# Paramita, Mexiko
Paramita är en ort i Mexiko.   Den ligger i kommunen Rosamorada och delstaten Nayarit, i den centrala delen av landet, 700 km väster om huvudstaden Mexico City. Paramita ligger 33 meter över havet och antalet invånare är 943.
Terrängen runt Paramita är platt åt sydväst, men åt nordost är den kuperad. Runt Paramita är det glesbefolkat, med 18 invånare per kvadratkilometer. Närmaste större samhälle är Rosamorada, 2,4 km sydväst om Paramita. Omgivningarna runt Paramita är en mosaik av jordbruksmark och naturlig växtlighet.